# Método de Numerov
Método de Numerov é um método numérico para resolver uma Equação diferencial ordinária de segunda ordem cujo termo de derivada de primeira ordem não aparece. Este método é implícito, mas se torna explícito quando equação diferencial é linear (Métodos explícitos e implícitos).
O Método de Numerov foi desenvolvido por Boris Vasil'evich Numerov

## O método
O Método de Numerov é usado para resolver equações diferenciais da seguinte forma: 
{\displaystyle \left({\frac {d^{2}}{dx^{2}}}+f(x)\right)y(x)=0}
A função {\displaystyle y(x)} é definida no intervalo [a,b] em pontos equidistantes {\displaystyle x_{n}}. Começando por dois valores da função consecutivos {\displaystyle x_{n-1}} e {\displaystyle x_{n}} os remanescentes podem ser calculados por: 
{\displaystyle y_{n+1}={\frac {\left(2-{\frac {5h^{2}}{6}}f_{n}\right)y_{n}-\left(1+{\frac {h^{2}}{12}}f_{n-1}\right)y_{n-1}}{1+{\frac {h^{2}}{12}}f_{n+1}}}}
onde {\displaystyle f_{n}=f(x_{n})} e {\displaystyle y_{n}=y(x_{n})} são os valores da função no ponto {\displaystyle x_{n}} e {\displaystyle h=x_{n}-x_{n-1}} é a distância entre dois pontos consecutivos.

### Equações não-lineares
Para equações não-lineares de forma 
{\displaystyle {\frac {d^{2}}{dt^{2}}}y=f(t,y)}
o método é dado por 
{\displaystyle y_{n+1}=2y_{n}-y_{n-1}+{\tfrac {1}{12}}h^{2}(f_{n+1}+10f_{n}+f_{n-1}).}
Este método é implícito que se torna explícito como dito anteriormente se a função f é linear em y. A ordem no problema é 4. (Hairer, Nørsett & Wanner 1993, §III.10).

## Aplicação
Em física numérica uma das aplicações deste método é na resolução da Equação de Schrödinger radial para potenciais arbitrários
{\displaystyle \left[-{\hbar ^{2} \over 2\mu }\left({\frac {1}{r}}{\partial ^{2} \over \partial r^{2}}r-{l(l+1) \over r^{2}}\right)+V(r)\right]R(r)=ER(r)}
que pode ser reescrita na forma 
{\displaystyle \left[{\partial ^{2} \over \partial r^{2}}-{l(l+1) \over r^{2}}+{2\mu  \over \hbar ^{2}}\left(E-V(r)\right)\right]u(r)=0}
com {\displaystyle u(r)=rR(r)}. Comparando esta equação com a definição do método de Numerov encontra-se 
{\displaystyle f(x)={\frac {2\mu }{\hbar ^{2}}}\left(E-V(x)\right)-{\frac {l(l+1)}{x^{2}}}}
e então é possível resolver numericamente a Equação radial de Schrödinger.

## Derivação
Expandindo por Série de Taylor {\displaystyle y(x)} em torno de {\displaystyle x_{0}}:
{\displaystyle y(x)=y(x_{0})+(x-x_{0})y'(x_{0})+{\frac {(x-x_{0})^{2}}{2!}}y''(x_{0})+{\frac {(x-x_{0})^{3}}{3!}}y'''(x_{0})+{\frac {(x-x_{0})^{4}}{4!}}y''''(x_{0})+{\frac {(x-x_{0})^{5}}{5!}}y'''''(x_{0})+{\mathcal {O}}(h^{6})}
Fazendo {\displaystyle h=x-x_{0}} a distância entre {\displaystyle x} e {\displaystyle x_{0}}, e invertendo {\displaystyle x=x_{0}+h}, pode-se escrever a equação acima como
{\displaystyle y(x_{0}+h)=y(x_{0})+hy'(x_{0})+{\frac {h^{2}}{2!}}y''(x_{0})+{\frac {h^{3}}{3!}}y'''(x_{0})+{\frac {h^{4}}{4!}}y''''(x_{0})+{\frac {h^{5}}{5!}}y'''''(x_{0})+{\mathcal {O}}(h^{6})}
Computacionalmente, isto significa dar um passo a frente iterativamente, se quisermos dar uma passo para trás, substitui-se todo h por -h para a equação {\displaystyle y(x_{0}-h)}:
{\displaystyle y(x_{0}-h)=y(x_{0})-hy'(x_{0})+{\frac {h^{2}}{2!}}y''(x_{0})-{\frac {h^{3}}{3!}}y'''(x_{0})+{\frac {h^{4}}{4!}}y''''(x_{0})-{\frac {h^{5}}{5!}}y'''''(x_{0})+{\mathcal {O}}(h^{6})}
Este rearranjo causou uma mudança no sinal. Em pontos igualmente espaçados, o enésimo ponto corresponde a {\displaystyle x_{n}} se o espaço entre pontos adjacentes for h (com h pequeno para haver precisão). A equação discreta para {\displaystyle (x_{n-1},y_{n-1})} e {\displaystyle (x_{n+1},y_{n+1})} fica
{\displaystyle y_{n+1}=y(x_{n}+h)=y(x_{n})+hy'(x_{n})+{\frac {h^{2}}{2!}}y''(x_{n})+{\frac {h^{3}}{3!}}y'''(x_{n})+{\frac {h^{4}}{4!}}y''''(x_{n})+{\frac {h^{5}}{5!}}y'''''(x_{n})+{\mathcal {O}}(h^{6})}
{\displaystyle y_{n-1}=y(x_{n}-h)=y(x_{n})-hy'(x_{n})+{\frac {h^{2}}{2!}}y''(x_{n})-{\frac {h^{3}}{3!}}y'''(x_{n})+{\frac {h^{4}}{4!}}y''''(x_{n})-{\frac {h^{5}}{5!}}y'''''(x_{n})+{\mathcal {O}}(h^{6})}
A soma das duas equações resulta em 
{\displaystyle y_{n-1}+y_{n+1}=2y_{n}+{h^{2}}y''_{n}+{\frac {h^{4}}{12}}y''''_{n}+{\mathcal {O}}(h^{6})}
Resolvendo a equação para {\displaystyle y''_{n}} substituindo-o pela expressão {\displaystyle y''_{n}=-f_{n}y_{n}} obtida da definição de equação diferencial 
{\displaystyle h^{2}f_{n}y_{n}=2y_{n}-y_{n-1}-y_{n+1}+{\frac {h^{4}}{12}}y''''_{n}+{\mathcal {O}}(h^{6})}
Toma-se a derivada segunda da definição da nossa equação diferencial e obtemos
{\displaystyle y''''(x)=-{\frac {d^{2}}{dx^{2}}}\left[f(x)y(x)\right]}
Substituindo a derivada segunda {\displaystyle {\frac {d^{2}}{dx^{2}}}} pelo Coeficiente diferencial de segunda ordem para {\displaystyle f_{n}y_{n}} (toma-se a diferença para frente e para trás juntas, não difereça para frente dupla ou diferença para trás dupla)
{\displaystyle h^{2}f_{n}y_{n}=2y_{n}-y_{n-1}-y_{n+1}-{\frac {h^{4}}{12}}{\frac {f_{n-1}y_{n-1}-2f_{n}y_{n}+f_{n+1}y_{n+1}}{h^{2}}}+{\mathcal {O}}(h^{6})}
Rearranjando a equação e isolando {\displaystyle y_{n+1}} obtém-se
{\displaystyle y_{n+1}={\frac {\left(2-{\frac {5h^{2}}{6}}f_{n}\right)y_{n}-\left(1+{\frac {h^{2}}{12}}f_{n-1}\right)y_{n-1}}{1+{\frac {h^{2}}{12}}f_{n+1}}}+{\mathcal {O}}(h^{6}).}
O método de Numerov é obtido se ignorarmos o termo {\displaystyle h^{6}} e a ordem de convergência, assumindo estabilidade, é 4.